# Наваха

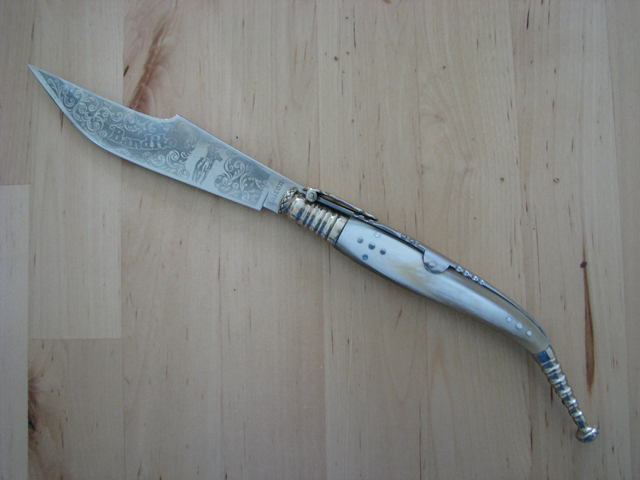
Традиційний наваха з клинком 140мм

Нава́ха (ісп. navaja) — складаний ніж, який легко впізнати завдяки його типовим рисам: довгий, зазвичай досить вузький клинок та руків'я, останнє вигнуте в кінці.
Коли говорять про наваху, то поряд часто звучить уточнення, що вона саме іспанська. Щоправда, нерідко її називають андалузькою, відповідно до назви однієї з іспанських провінцій.

## Поява та застосування
Скоріш за все, наваха з'явилась у XVII-му сторіччі, хоча деякі історики вважають, що вона старіша, принаймні, на двісті років. (На початку мабуть наваха був просто рибальським ножем, яким уміло орудували іспанські рибалки та ловці акул. А вже пізніше з плином часу, в силу зміни обставин історії, наваха став зброєю).
Наваха — зброя, яку носили всі прошарки населення, від бандитів та бідноти до знаті. Перші ножі виглядали вкрай просто, та й залізо було посередньої якості. Заможні люди могли дозволити кращу сталь, а руків'я прикрашати дорогоцінними металами або коштовним камінням. Розмір ножа міг бути різним, від 25-30 см у відкритому стані до 80-90 см. Бували, хоча й рідко, екземпляри більше метра в довжині, але, зазвичай, довжина навахи була приблизно 50 см.
В XIX-му сторіччі цей ніж набув величезної популярності. Наваху носили міські мешканці, селяни, а грабіжники й взагалі ніколи не полишали цю зброю, завжди маючи її при собі. В громадянських війнах, від яких потерпала вся Іспанія протягом позаминулого сторіччя, наваха стала мало не основною тогочасною зброєю. В умілих руках ці ножі могли вбити як солдатів Наполеона, так і багатих мандрівників, які ризикнули відправитись у дорогу без озброєної охорони.

## Сучасність
Наразі навахи нерідко можна зустріти в найдорожчих колекціях зброярів. На практиці ж іспанський народний ніж використовують рідко. Багато сучасних ковалів виготовляють навахи з дамаської сталі, прикрашають руків'я сріблом, різьбою по кістці, іншими рідкісними та коштовними матеріалами. Вартість таких ножів, звісно, досить висока, але для колекціонерів холодної зброї це не стає на перешкоді.